# Podrožca
Podrožca (nemško Rosenbach, staro ime Fužine) je vas 601 m visoko ob severnem vhodu v  cestni in železniški predor na Koroškem v Avstriji. Naselje spada v občino Šentjakob v Rožu (Sant Jakob im Rosental).
Podrožca je majhno železniško naselje , stisnjeno v grapo med 2143 m visoko Kepo in Golico (1836 m). Zahodno leži vas Svatne (Schlatten), kjer je bila doma Miklova Zala. Naprej proti vzhodu (6 km) po rožanski magistrali pa leži prijazna slovenska vas Podgorje (Maria Elend), v kateri je železniška postaja ob progi Podrožca - Celovec. Podrožca in bližnj zaselek Podgorske Rute (Greuth) sta severni izhodišči za planinsko turo na Golico, ki slovi po cvetenju narcis.